# Ɔ
La o abierta o c invertida es una letra vocal adicional del alfabeto latino y también un símbolo en el Alfabeto Fonético Internacional donde representa un vocal semiabierta posterior redondeada. Se adoptó a muchos sistemas de escrituras de lenguas africanas derivados del Alfabeto internacional africano o del Alfabeto africano de referencia.

## Uso
Su uso más común es en el campo fonético donde representa una Vocal semiabierta posterior redondeada, como en la palabra inglesa thought, pronunciada [θɔːt].
El idioma maya lo empleó como consonante hasta inicios del siglo XX para representar el sonido /tsʼ/ (africada eyectiva alveolar) y se localizaba en el alfabeto entre la "C" y la "Ch". Incluso en los censos de Yucatán y en el actual estado de Quintana Roo dicha letra era utilizada al escribir los nombres de las poblaciones y actualmente dicho sonido se transcribe "dz", por ejemplo "Ɔiɔantún" hoy se escribe "Dzidzantún".

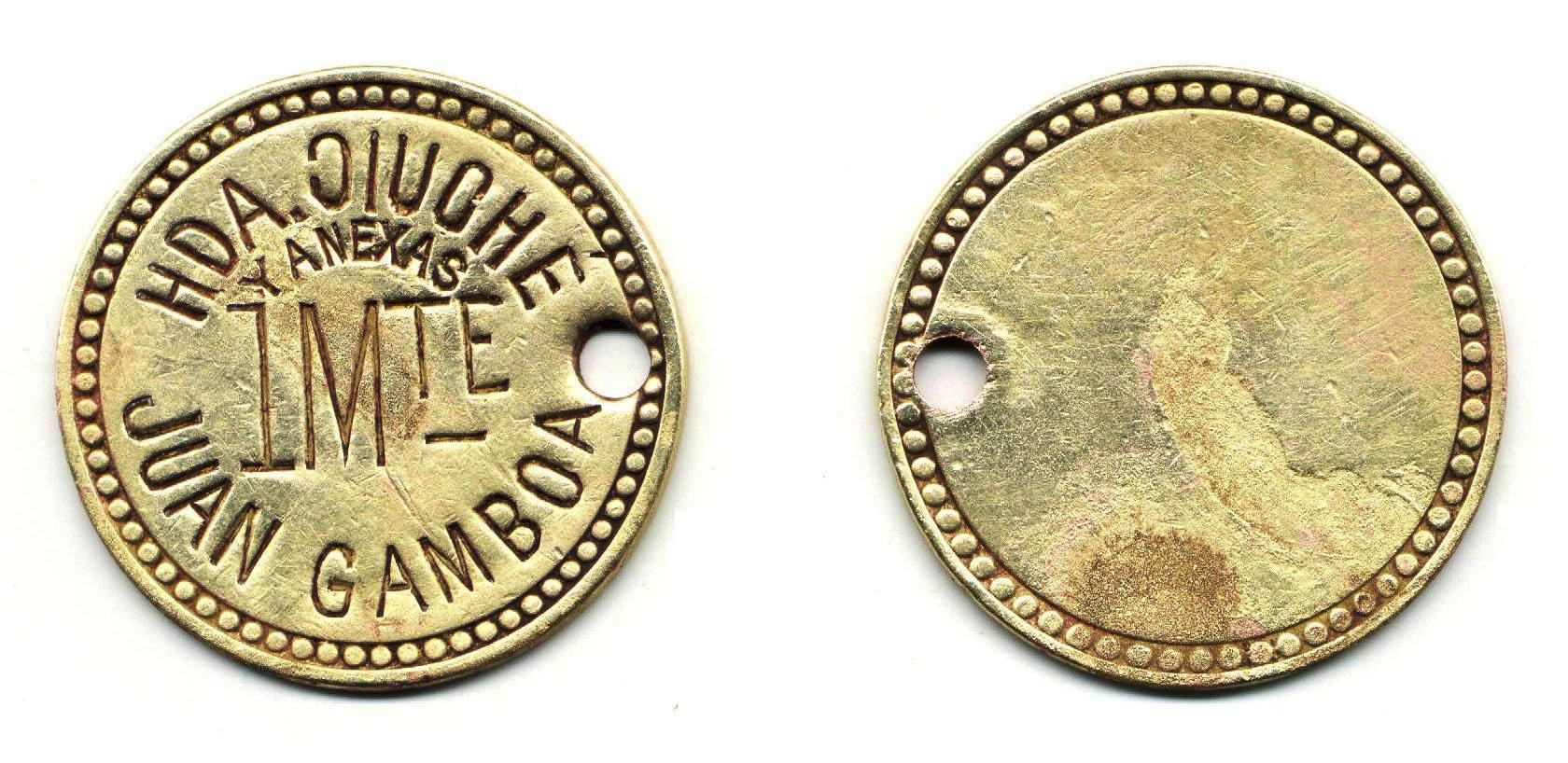
Ficha de pago de la hacienda Dziuché (ƆIUCHE), Yucatán.

## Códigos en computación
Esta letra se representar con los siguientes caracteres Unicode:
| Carácter      | Ɔ                           | Ɔ                           | ɔ                         | ɔ                         |
| ------------- | --------------------------- | --------------------------- | ------------------------- | ------------------------- |
| Unicode       | LATIN CAPITAL LETTER OPEN O | LATIN CAPITAL LETTER OPEN O | LATIN SMALL LETTER OPEN O | LATIN SMALL LETTER OPEN O |
| Codificación  | decimal                     | hex                         | decimal                   | hex                       |
| Unicode       | 390                         | U+0186                      | 596                       | U+0254                    |
| UTF-8         | 198 134                     | C6 86                       | 201 148                   | C9 94                     |
| Ref. numérica | &#390;                      | &#x186;                     | &#596;                    | &#x254;                   |